# Жердь (станція)
Жéрдь (біл. Жэ́рдзь) — проміжна залізнична станція Гомельського відділення Білоруської залізниці на лінії Жлобин — Калинковичі між станцією Свєтлогорськ-на-Березині (11 км) та зупинним пунктом Узнаж (4 км). Розташована за 1,5 км на південний схід від однойменного селища Жердянський Світлогорського району Гомельської області.

## Історія
Станція відкрита 1927 року на вже побудованій дільниці Жлобин — Калинковичі (частини магістральної лінії Санкт-Петербург — Одеса).
На початку 2020 року розпочалися роботи з електрифікації дільниці Жлобин — Калинковичі.
21 червня 2020 року введена в експлуатацію перша черга електрифікованої дільниці Жлобин — Свєтлогорськ-на-Березині (завдожки 37 км). Тривають планові роботи на станціях і перегонах дільниць Свєтлогорськ-на-Березині — Калинковичі — Барбарів з реконструкції мереж електропостачання, будівництва мереж зв'язку та дистанційного керування пристроями технологічного електропостачання, будівництво двох тягових підстанцій. Прогнозується завершення електрифікації наприкінці 2021 року на ділянці Жлобин — Калинковичі — Барбарів.

## Пасажирське сполучення
Приміське пасажирське сполучення здійснюється поїздами регіональних ліній економкласу сполученням Жлобин — Калинковичі.